# Serie A 1981/1982
Serie A i fotboll 1981/1982 vanns av Juventus FC.
| Vinnare av Serie A 1981/1982 |
| ---------------------------- |
| Juventus FC 20:e titeln      |
|                              |

## Slutställning
| P   | Lag                      | Spelade | Vinst | Oavgjort | Förlust | Gjorda mål | Insläppta mål | Målskillnad | Poäng | Notering            |
| --- | ------------------------ | ------- | ----- | -------- | ------- | ---------- | ------------- | ----------- | ----- | ------------------- |
| 1.  | Juventus FC (C)          | 30      | 19    | 8        | 3       | 48         | 14            | +34         | 46    | Till Europacupen    |
| 2.  | ACF Fiorentina           | 30      | 17    | 11       | 2       | 36         | 17            | +19         | 45    | Till UEFA-cupen     |
| 3.  | AS Roma                  | 30      | 15    | 8        | 7       | 40         | 29            | +11         | 38    | Till UEFA-cupen     |
| 4.  | SSC Napoli               | 30      | 10    | 15       | 5       | 31         | 21            | +10         | 35    | Till UEFA-cupen     |
| 4.  | FC Internazionale Milano | 30      | 11    | 13       | 6       | 39         | 34            | +5          | 35    | Till Cupvinnarcupen |
| 6.  | Ascoli Calcio 1898       | 30      | 9     | 14       | 7       | 26         | 21            | +5          | 32    |                     |
| 7.  | FC Catanzaro             | 30      | 9     | 10       | 11      | 25         | 29            | -4          | 28    |                     |
| 8.  | US Avellino              | 30      | 9     | 9        | 12      | 22         | 26            | -4          | 27    |                     |
| 8.  | Torino FC                | 30      | 8     | 11       | 11      | 25         | 30            | -5          | 27    |                     |
| 8.  | AC Cesena                | 30      | 8     | 11       | 11      | 34         | 41            | -7          | 27    |                     |
| 11. | Udinese Calcio           | 30      | 9     | 8        | 13      | 27         | 37            | -10         | 26    |                     |
| 12. | Cagliari Calcio          | 30      | 7     | 11       | 12      | 33         | 36            | -3          | 25    |                     |
| 12. | Genoa CFC                | 30      | 6     | 13       | 11      | 24         | 29            | -5          | 25    |                     |
| 14. | AC Milan                 | 30      | 7     | 10       | 13      | 21         | 31            | -10         | 24    | Till Serie B        |
| 15. | Bologna FC 1909          | 30      | 6     | 11       | 13      | 25         | 37            | -12         | 23    | Till Serie B        |
| 16. | Calcio Como              | 30      | 3     | 11       | 16      | 18         | 42            | -24         | 17    | Till Serie B        |

Juventus FC blev första lag att tilldelas två guldstjärnor, efter sin 20:e vinst.